# The Screaming Jets
The Screaming Jets sono un gruppo heavy metal fondato a Newcastle, Nuovo Galles del Sud, Australia nel 1989.

## Formazione

### Formazione attuale
- Dave Gleeson - voce (1989-oggi)
- Scotty Kingman - chitarra (2007-oggi)
- Izmet Osmanovich - chitarra (1997-oggi)
- Mickl Sayers - batteria (2005-oggi)

### Ex componenti
- Grant Walmsley - chitarra (1989-2007)
- Richard Lara - chitarra (1989-1993)
- Brad Heaney - batteria (1989-1993)
- Jimi "The Human" Hocking - chitarra (1993-1997)
- Craig Rosevear - batteria (1993-1999)
- Col Hatchman - batteria (2001-2004)
- Paul Woseen - basso (1989-2023)[2]

## Discografia

### Album in studio
- All for One (1991)
- Tear of Thought (1992)
- The Screaming Jets (1995)
- World Gone Crazy (1997)
- Scam (2000)
- Kiss Me Between The Hangers (2008)

### EP
- The Scorching Adventures of the Screaming Jets (1990)
- Living in England (1992)
- Heart of the Matter (2004)

### Live
- Live Forever (2002)
- Rock On (2005)

### Compilations
- Hits & Pieces (1999)